# HTML атрибути
HTML атрибути су специјалне ријечи кориштене унутар отварајућег тага за контролу елемента. HTML атрибути су модификатор HTML елемента. Атрибут или мијења подразумијевану функционалност типа елемента или пружа функционалност одређеним типовима елемената који не могу правилно да функционишу без њих. У HTML синтакси, атрибут је додан у почетном тагу.
Препознато је неколико основних атрибута укључујући: (1) потребни атрибути, који су потребни одређеној врсти елемената да би та врста елемената правилно функционисала; (2) опционални атрибути, који се користи се за измјену задане функционалности типа елемента; (3) стандардни атрибут, подржан од стране многих типова елемената; и (4) атрибути догађаја, који се користе за изазивање типова елемената за одређивање скрипти које се покрећу у одређеним околностима.
Неки типови атрибута функционишу другачије када се користе за модификовање различитих типова елемената. На примјер, атрибут name је кориштен од неколико типова елемената, али има мало другачије функције у свакој.

## Опис
HTML атрибути се генерално појављују у пару име-вриједност, одвојени =, и пишу се у склопу почетка тага елемента, послије имена елемента:
```
<
element
 
attribute
=
"value"
>
element content
</
element
>

```

Гдје element именује тип HTML елемента, а atribut је име атрибута, постављени на датој value (вриједности). Вриjедност се може ставити у једноструке или двоструке наводнике, иако вриједности које се састоје од одређених карактера се могу оставити без наводника у HTML-у (али не и у XHTML-у). Остављање вредности атрибута без наводника сматра се несигурним.
Иако је већина атрибута дата упареним именима и вредностима, неки утичу на елемент једноставно присуством у почетној ознаци елемента  (као што је ismap атрибут за img елемент).
Елемент скраћенице (abbreviation), abbr, може се користити за демонстрирање ових различитих атрибута:
```
<
abbr
 
id
=
"anId"
 
class
=
"aClass"
 
style
=
"color:blue;"
 
title
=
"Hypertext Markup Language"
>
HTML
</
abbr
>

```

Овај примјер се приказује као HTML без линка, а у већини прегледача, показивач курсора на скраћеницу, треба приказати текст наслова "Hypertext Markup Language" унутар плутајуће жуте позадине (tooltip).
```
<
div
 
style
=
"text-align: center;"
>
Centered text
</
div
>

```

У овом другом примјеру ваш текст ће изгледати овако:
Већина елемената такође има атрибут који се односи на језик lang и dir.

### Уобичајени атрибибути
Обично HTML елементи могу узети било који од неколико најчешћих стандардних атрибута:
- Атрибут id пружа јединствени идентификатор елемента за читав документ.[7][8][9] Ово се може користити као CSS селектор за обезбеђивање презентационих својстава, од стране претраживачи да би се фокусирали на одређени елемент или скрипте за промену садржаја или презентације елемента. Додата УРЛ адреси странице, УРЛ директно циља одређени елемент у документу, обично пододељак странице. На примјер, ID "атрибути" у http://en.wikipedia.org/wiki/HTML#Attributes (to refer to the section "Attributes" in the "HTML" page).
- Атрибут class пружа начин класификације сличних елемената.[10][11] Ово се може користити у семантичке сврхе или у сврху презентације. Семантички се, на примjер, класе користе у микроформатима. На примјер, у HTML презентацији, HTML документ може употребљавати ознаку class="notation" како би показао да су сви елементи с овом вриједношћу класе подређени главном тексту документа Такви се елементи могу окупити и представити као фусноте на страници уместо да се појављују на месту где се појављују у извору HTML. Други примјер кориштења би био као CSS селектор.
- Атрибут style се може користити на било којем HTML елементу. Сматра се да је боља пракса употреба елемената id или class атрибуте за одабир елемента помоћу стилске таблице, мада понекад то може бити превише гломазно за једноставну и специфичну или ad hoc примjену стилизованих својстава.
- Атрибут title користи се за додавање подтекстуалног објашњења елементу. У већини прегледача овај атрибут је приказан као оно што се често назива tooltip-ом.

## Варијетитети
HTML су генерално класификовани као потребни атрибути, опционални атрибути, стандардни атрибути, и атрибути догађаја:
- Обично потребни и опционални атрибути модификују одређене HTML елементе
- Док се стандардни атрибути могу примjенити на већину ХТМЛ елемената.[12]
- Атрибути догађаја, додани у HTML верзији 4, дозвољавају елементу да специфицира скрипте које се покрећу у одређеним околностима.[13]